# Вестенхольс, Мари

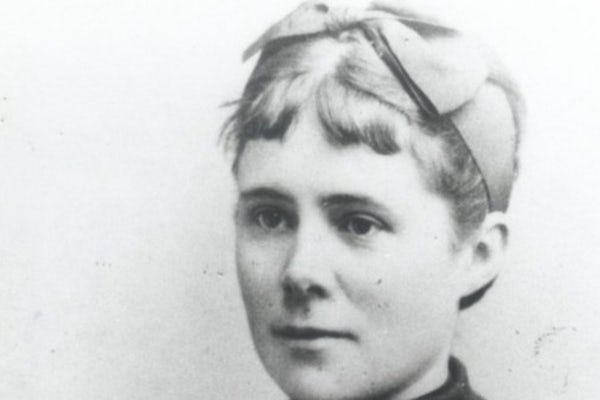
Мари Вестенхольс

Мари Бесс Вестенхольс (дат. Mary Bess Westenholz; 13 августа 1857, Mattrup, Центральная Ютландия — 8 мая 1947, Folehavegård, Хёрсхольм) — влиятельная датская унитаристка, активистка движения за права женщин, писательница и редактор. Она была тётей писательницы Карен Бликсен и побуждала её на публикацию своих первых коротких рассказов.

## Ранняя биография
Мари Бесс Вестенхольс родилась 13 августа 1857 года в Маттрупе, к западу от Хорсенса. Она была дочерью помещика и политика Регнера Вестенхольса (1815—1866) и Мари Лусинды Хансен (1832—1915). Её дедом по материнской линии был богатый торговец и судовладелец Андреас Николай Хансен. После того как её отец умер, когда ей было восемь лет, её мать взяла на себя заботу о поместье и семье. Вместе со своими братьями и сёстрами она получала образование в поместье, а в 1888 году провела год в высшей школе в Швейцарии, а также совершила познавательные поездки в Великобританию и Италию.

## Увлечение унитарианством
Благодаря своей матери Вестенхольс заинтересовалась религией и правами женщин. Она была активным членом копенгагенского отделения Датского женского общества. В 1895 году под псевдонимом Бертель Врадс она опубликовала сборник эссе «С моего чердака» (дат. Fra mit Pulterkammer), в которых обсуждались брак, права женщин и национальные проблемы.
Ещё в юности она познакомилась благодаря матери с унитарианским движением. В 1900 году она стала соучредителем унитарианского Общества Свободной церкви (дат. Det fri Kirkesamfund), которое возглавляла до 1925 года. Она писала заметки для «Газеты народной школы» (дат. Højskolebladet) и «Свободного свидетельства» (дат. Frit Vidnesbyrd). Но главным образом Вестенхольс писала для «Протестантских времён» (дат. Protestanisk Tidende), которую редактировала с 1905 по 1918 год. Из-за своих унитарианских интересов она вскоре столкнулась с противодействием со стороны лютеранской церкви Дании.
Участвуя в заседаниях Международного конгресса свободных христиан и других религиозных либералов в Лондоне, Амстердаме и Берлине, она смогла наладить связи датского унитарианства с аналогичными движениями в Европе и США. Но поскольку её убеждения не включали в себя основные доктрины учения лютеранской церкви Дании, такие как Троица, непорочное зачатие Девы Марии и Спасение, церковный совет её родного Хёрсхольма настаивал на том, что она должна платить церковные налоги, как и все остальные. Когда она отказалась, в июне 1908 года дело закончилось решением Верховного суда, поддержанным епископами страны, которое постановило, что поскольку существовали существенные противоречия между Унитарианской церковью и национальной церковью Дании, Вестенхольс была обязана платить налоги и не могла считаться членом национальной церкви.

## Инцидент в Фолькетинге

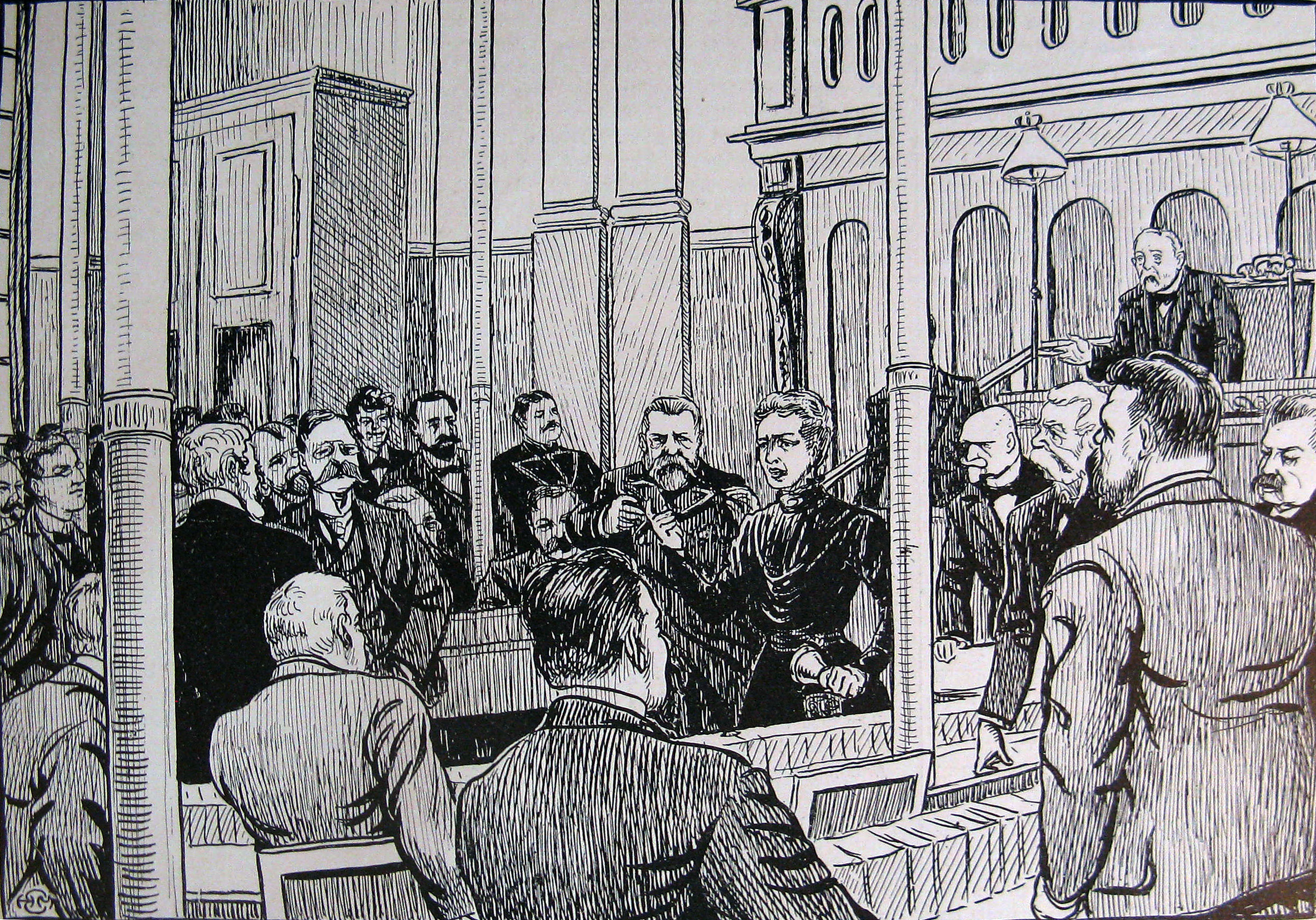
Мари Вестенхольс, выступающая в Фолькетинге в августе 1909 года

Как и её брат Оге, Вестенхольс глубоко интересовалась вопросами национальной обороны. Отчасти из-за задержки продвижения парламентского законопроекта об обороне, а отчасти в связи со скандалом вокруг Альберти 19 августа 1909 года она незаметно проникла в Фолькетинг, где спикер парламента только что объявил о назначении Йенса Кристиана Кристенсена министром обороны. Вестенхольс схватила колокольчик спикера, энергично позвонила в него и, указывая на скамьи министров, объявила: «прежде чем вы начнёте свою работу, вы должны знать, что в этом зале находится человек, который навлёк позор на Данию. Вот вы сидите здесь, датские мужчины, торгуетесь о правах и проблемах страны, руководствуясь своей жаждой власти и потворством своим желаниям, но с этой трибуны нужно сказать, что датские женщины презирают вас и клеймят как кучку непатриотичных наёмников, которые предают честь Дании». Это был первый раз в истории страны, когда женщина выступила с речью в Фолькетинге.
Она ожидала, что её арестуют, но её просто выпроводили из зала. При содействии Датской ассоциации защиты женщин (дат. Danske Kvinders Forsvarsforening) была организована демонстрация в её поддержку у её дома.

## Поздняя биография
Вестерхольс также сыграла значительную роль в побуждении её племянницы Карен Бликсен стать писательницей. Благодаря своей дружбе с Дороти Кэнфилд Фишер, американской писательнице и члену отборочного комитета клуба «Книга месяца», она смогла организовать публикацию «Семи готических рассказов» Бликсен в 1934 году. Мари Вестерхольс умерла в Хёрсхольме 8 мая 1947 года. Она была похоронена на кладбище Хёрсхом.